# Шоле, Лидия
Ли́дия Э́зровна Карака́ш-Шоле́ (пол. Lidia Karakasz-Szole; 2 декабря 1896, Троки  — март 1943, Варшава) — польская художница и декоратор, автор герба польско-литовских караимов.

## Биография

Отец — гильзовый фабрикант Эзра Самойлович Шоле

Родилась в Троках в зажиточной караимской семье. Отец — Эзра Самойлович Шоле (? — 1908, Санкт-Петербург), владелец основанной в 1884 году в Санкт-Петербурге гильзовой фабрики «Э. Шоле и Ко», происходил из бахчисарайских мещан. Мать — трокская мещанка Эмилия (Камиля) Иосифовна Лобанос (1873 — ?), дочь габбая и бургомистра Трок Иосифа Ильича Лобаноса (1830—1904). Дядя — Иосиф Иосифович Лобанос (1880—1947), газзан в Вильно и Луцке, в юности работавший на гильзовой фабрике Эзры Шоле. Бабушка — Эмилия-Ахува Ананьевна Лобанос (1847—1927), дочь младшего газзана трокской кенассы Анании Абковича. Вскоре после рождения дочери семья Шоле переехала в Санкт-Петербург. 9 сентября 1900 года у Лидии родилась младшая сестра Наталья. Овдовев, их мать вышла замуж за воспитателя своих детей Илью Юткевича, выпускника юридического факультета Санкт-Петербургского университета.
В 1914 году окончила частную гимназию княгини Оболенской. После 1918 года семья перебралась в Вильно, где Лидия поступила в Университет Стефана Батория на факультет изящных искусств. В середине 1920-х годов отправилась в Париж, где продолжила изучать живопись в Академии изящных искусств. В 1926 году выступила на собрании парижских караимов-эмигрантов с докладом о караимских центрах в Вильно и Троках. Вернувшись домой, продолжила свою общественную деятельность. В январе 1923 года была избрана членом правления Виленского караимского общества. Участвовала в жизни караимского любительского театра. Принимала активное участие в деятельности основанного в 1932 году в Вильно Общества любителей караимской истории и литературы, на первых порах была его секретарём. Как художник она присоединилась к Ассоциации независимых художников. Вместе с группой из дюжины других художников приняла участие в первой выставке этого объединения, которая состоялась 20 сентября 1931 года в выставочном здании Бернардинского сада в Вильно. Также Лидия Шоле увлекалась танцами и игрой на фортепиано. В 1933 году в Вильно был открыт клуб «Сморгония», который посещали местные писатели, художники и музыканты. Шоле была одной из тех, кто придумывал и создавал художественное оформление для каждой встречи в клубе, проводимые в среднем каждые две недели.
В середине 1930-х годов по финансовым обстоятельствам Лидия Шоле уехала в Варшаву, где жила в районе Жолибож. Об этом периоде её жизни известно очень мало. Скорее всего она стала декоратором театра кукол «Урвис», основанном в Варшаве в 1935 году. После начала войны Лидия не решилась вернуться в Вильно и продолжила участвовать в деятельности кукольного театра, поддерживаемого отделом образования Польского подпольного государства. В марте 1943 года была задержана нацистами на улице возле своего дома во время облавы и там же расстреляна. Её тело выдано не было, а место захоронения неизвестно. По неподтверждённой версии Лидия Шоле могла быть связной Движения Сопротивления Польши.

## Творческое наследие
Оставила серию картин маслом и акварелью, в том числе вид трокской кенассы, в 2015 году помещённый на обложку книги У. Врублевской «Культурно-просветительская деятельность караимов во Второй Польской республике» (пол. Działalność kulturalno-oświatowa Karaimów w Drugiej Rzeczypospolitej). Вероятно, Лидия Шоле была и автором эмблемы караимского гахана, созданной примерно в 1929 году. Несколько рисунков этой эмблемы, выполненных Шоле, хранятся в архиве Серайи Шапшала в Вильнюсе. Со временем эта эмблема стала гербом польско-литовских караимов. По мнению Михаила Кизилова, автором идеи появления символики эмблемы выступил сам Серайя Шапшал.

## Адрес в Санкт-Петербурге
- ул. Мытнинская, 17[14].

### Комментарии
1. ↑  По другим данным родилась 25 февраля 1896 года в Санкт-Петербурге[1]